# 田舎家
『田舎家』（いなかや、仏: Maison de campagne、英: Rural Cottage）は、日本の洋画家黒田清輝が1888年（明治21年）に描いた絵画。彼がパリ郊外にある田園地帯に滞在した際に利用していた大衆食堂の裏庭が描かれている。黒田の最初期の油彩画である。支持体はカンヴァス。縦42.3センチメートル、横54.3センチメートル。東京国立博物館に所蔵されている。『田舎屋』とも。小林萬吾『田舎家』や山本森之助『田舎家』（いずれも東京藝術大学大学美術館所蔵）は同名の異なる絵画作品。

## 由来

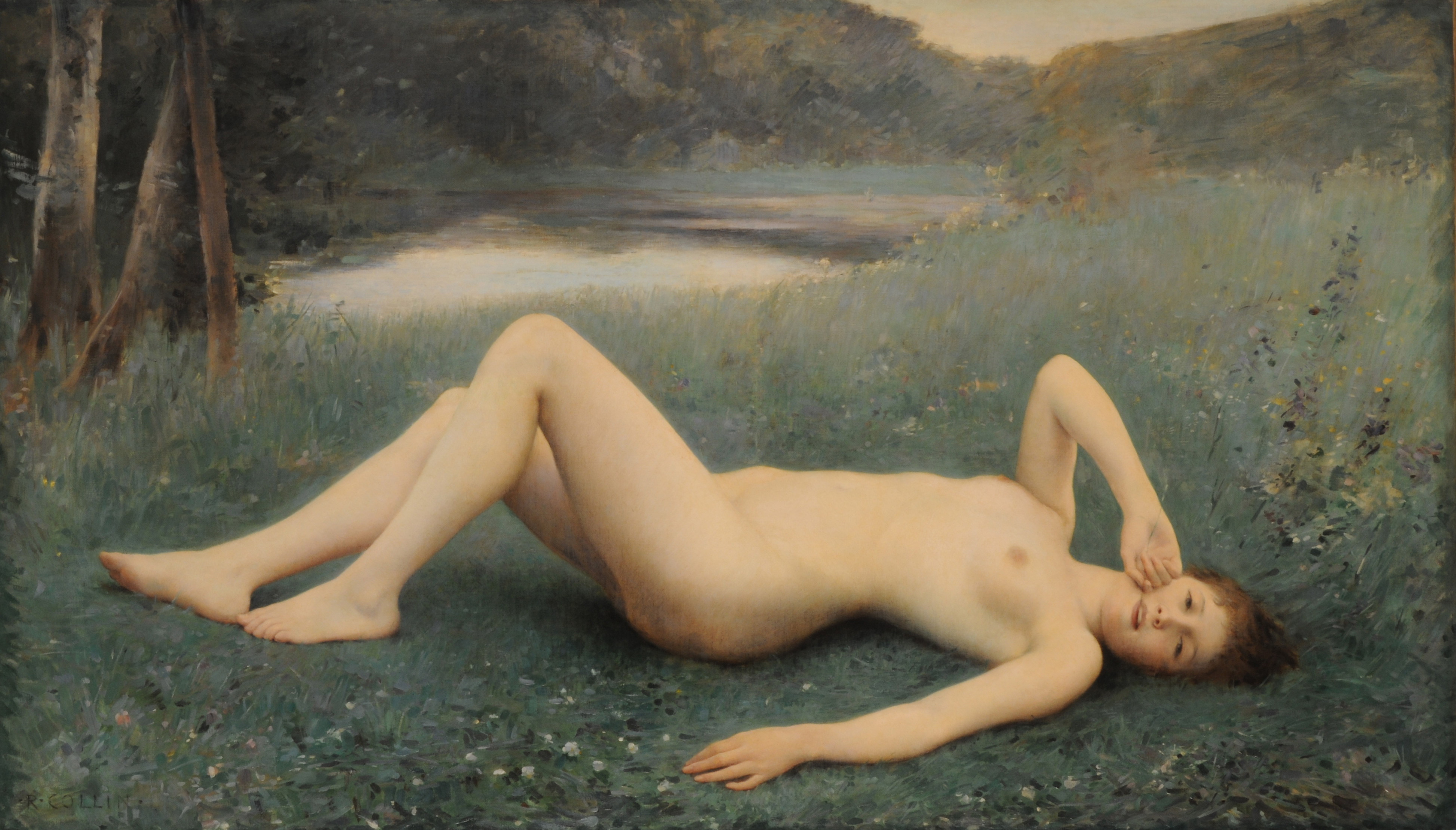
コラン『花月』、1886年、アラス美術館所蔵

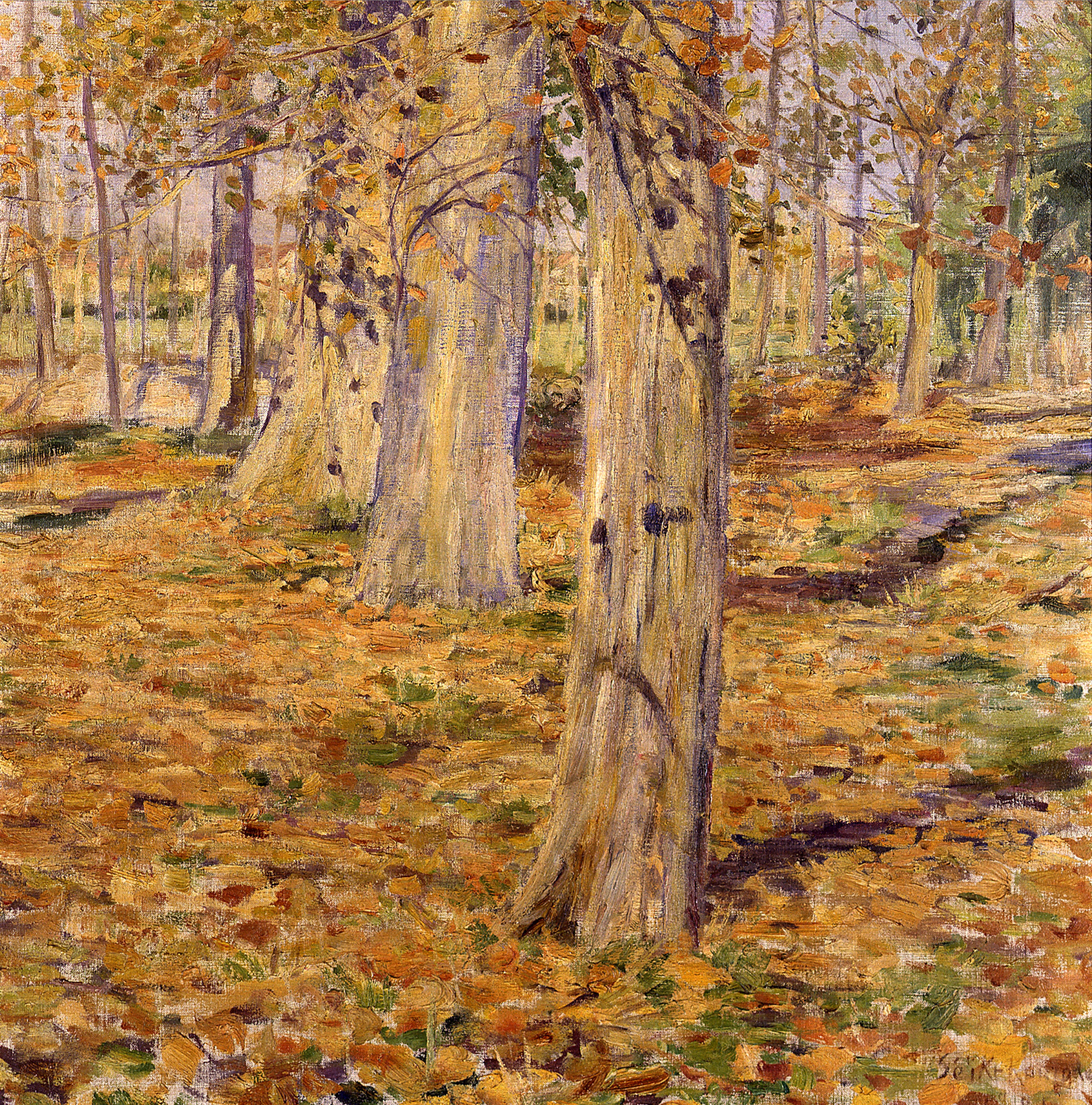
『落葉』、1891年、東京国立近代美術館所蔵

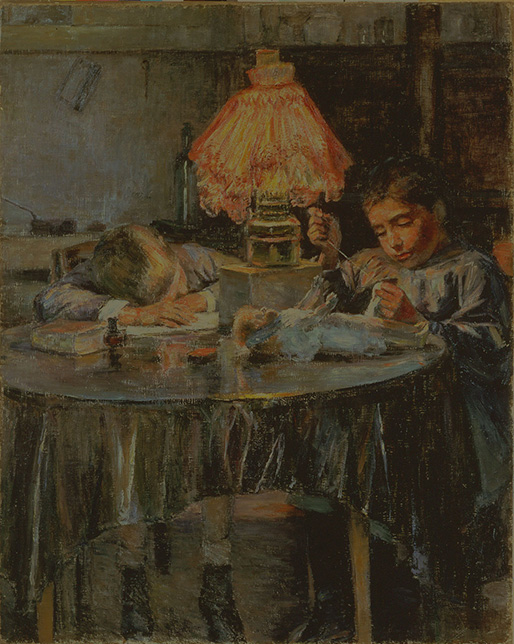
『洋燈と二児童』、1891年、ひろしま美術館所蔵

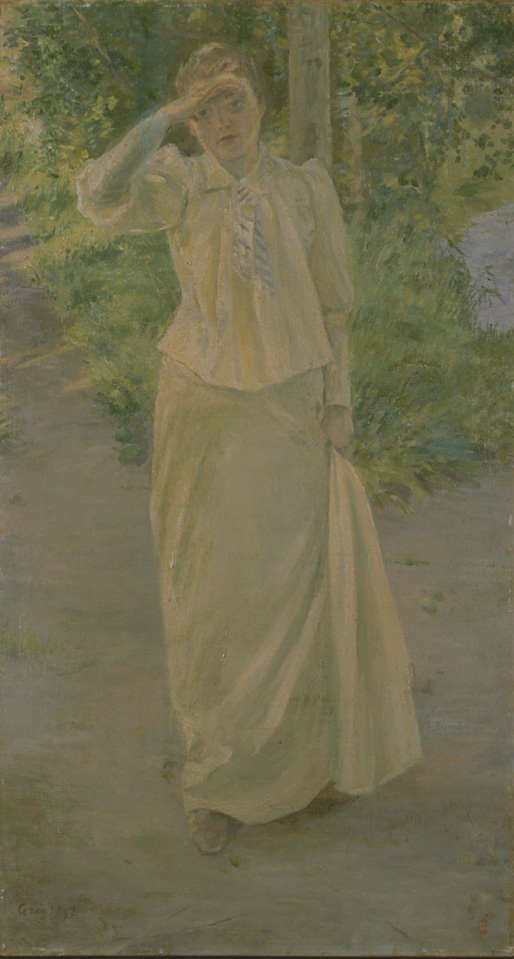
『白き着物を着せる西洋婦人』、1892年、ひろしま美術館所蔵

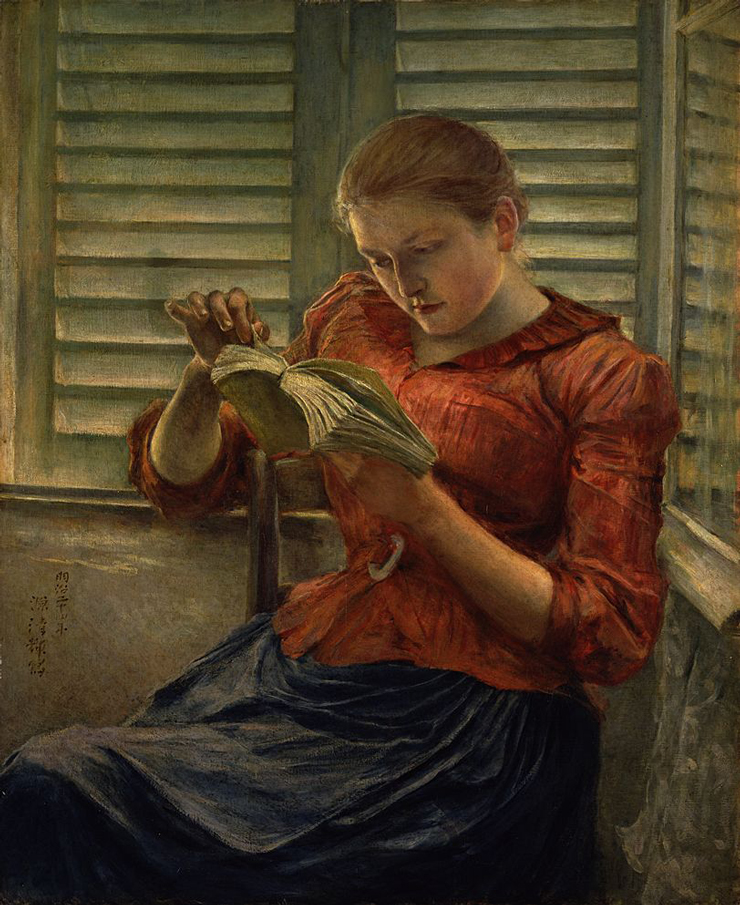
黒田清輝『読書』、1890年 - 1891年、東京国立博物館所蔵

工部美術学校でアントニオ・フォンタネージらから教えを受けた藤雅三は、1883年（明治16年）1月に同校を修了し、1885年（明治18年）に工部省の留学生としてフランスに渡った。黒田の回想によると藤は、当時パリのリュクサンブール美術館に所蔵されていたラファエル・コランの裸婦画『フロレアル』（仏: Floréal、「花月」の意、1886年、アラス美術館所蔵）を鑑賞して感服し、コランに師事した。フランス語を使いこなせていなかった藤は、黒田に通訳を依頼した。
1886年（明治19年）2月、日本公使館の在留日本人会の会合において、藤のほか洋画家の山本芳翠および美術商の林忠正と会い、黒田に絵画の才能があることを認めた彼らから西洋画の習得を勧められる。黒田は、養父の清綱に宛てた同年2月10日付けの書簡の中で、「少しく画学を始めんかとも思ヒ居候」と記している。同年5月21日に画学を修業することを決意したとの旨の書簡を養父の清綱に送り、翌22日にコランの門下に入った。
黒田は同年10月、パリの美術学校、アカデミー・コラロッシ内のラファエル・コラン教室に入り、藤のほかに、同年7月にフランスに渡った久米桂一郎とともに学んだ。1887年（明治20年）1月に法律大学校に正式に入学したが、画学の修業に専念しようという意欲が高まり、同年10月初旬に法律大学校を退学し、画業に専念することを決心した。
黒田は、養父に宛てた1887年（明治20年）5月26日付けの書簡の中で、「私ハ画学と共に死する心得に御座候」と記している。1888年（明治21年）1月初旬、ラファエル・コラン教室において師の許可を得て油彩画の練習を始める。
黒田は、同年1月22日から翌2月2日にかけてのおよそ10日間、ジュイ＝アン＝ジョザスに滞在した。本画『田舎家』は、この滞在期間中に製作された。1月29日には久米が合流している。黒田は養母の貞子に宛てた同年1月26日付けの書簡の中で、次のように述べている。
わたくしこと大げんきにてさる二十二日よりぱりすより一じかんはんばかりかゝるいなかにまいりましてこゝでいなかやなどをかいてをります まことにおもしろいことでございます もう四五にちするとぱりすにかへります こゝはじゆいあんじよざすと申ところにてにつぽんじんのだいくのげんべいといふひとがひとりをります—黒田清輝、『黒田清輝日記』、1888年1月26日
ジュイ＝アン＝ジョザスは、ヴェルサイユの南東に所在し、パリから1時間ほどのところにある街である。この旅行の案内役を務めたのは、当時パリに住んでいた日本人の大工、伊藤源兵衛である。伊藤は、ジュイ＝アン＝ジョザスに所在した親日家の大富豪の別荘にあった日本家屋を建造した人物である。
1905年（明治38年）9月23日から10月28日にかけて上野公園の第5号館において開催された白馬会創立10周年記念展に黒田は、本画のほか『豚屋』（1891年、東京国立博物館所蔵）『落葉』（1891年、東京国立近代美術館所蔵）『白き着物を着せる西洋婦人』（1892年、ひろしま美術館所蔵）『読書』（1891年、東京国立博物館所蔵）『洋燈と二児童』（1891年、ひろしま美術館所蔵）などを出展した。

## 作品

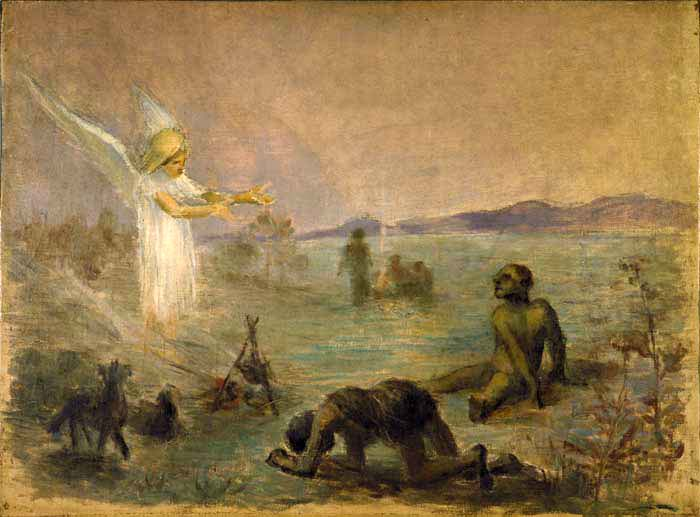
黒田清輝『構図（羊飼ニ天女）』、1887年

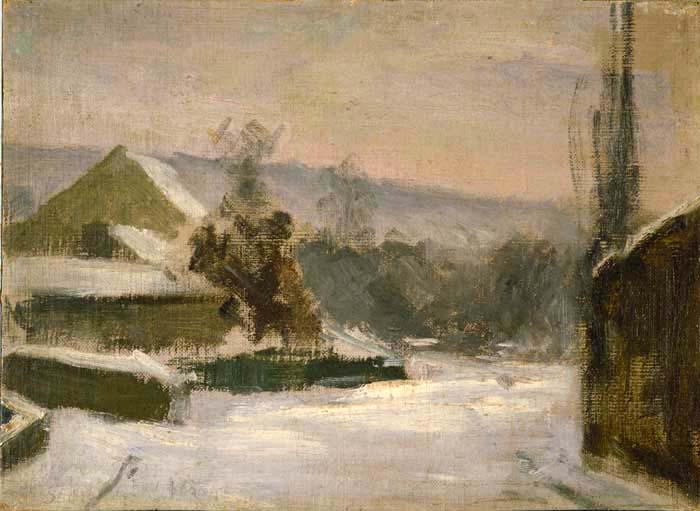
黒田清輝『雪景』、1888年

本画は、黒田がジュイ＝アン＝ジョザスで利用していた、大衆向けの簡易食堂の裏庭を描いたものである。彼はこの食堂に毎日のように通っていた。
納屋の裏手に積まれている干し草の上に白色のニワトリが2羽、周囲に白色のニワトリが2羽、黒色のニワトリが1羽おり、餌を漁っている。ひさしが設けられた馬屋の中は暗いが、そこから1頭の馬が頭を覗かせている。主調色として褐色が用いられており、部分的に灰色がかった青色が施されている。全体的に極めて落ち着いた色調で描かれている。
本画が製作された頃、黒田はバルビゾン派の画家ジャン＝フランソワ・ミレーやジャン＝バティスト・カミーユ・コローの作品に傾倒していたほか、オランダの画家レンブラント・ファン・レインの作品について研究しており、本画にはこうした作品の影響がみられる。黒田は本画製作の1か月ほど前に、ミレーの作品を収めた画集を購入している。黒田の最初期の油彩画には、本画のほかに『構図（羊飼ニ天女）』（1887年）や『雪景』（1888年）などがある。

## 評価
美術史家の隈元謙次郎は、「パリの郊外にある家屋の風趣をうまく描き出している」との評価を行っている。また隈元によって、「後年の外光表現による華やかな色調は認められないが、当時すでに優秀な才能を有していたことを示している」との評価がなされている。
美術史研究者の山梨絵美子は、黒田がフランスに滞在していた時代の作品は『田舎家』を含め田園地帯の風景を描いたものが多く、こうした黒田の嗜好は晩年に至るまで継続していたといえるとしている。